# 23-я улица (Манхэттен)
23-я улица (англ. 23rd Street) — двусторонняя улица в Мидтауне Манхэттена, в Нью-Йорке, США; одна из основных магистралей, пересекающих остров с востока на запад. Улица проходит от Одиннадцатой авеню на западе до магистрали ФДР на востоке.
Улица появилась после принятия в 1811 году комплексного плана развития Манхэттена. На ней были построены знаменитые отели, среди которых Отель Пятой авеню и Челси, а также множество театров. На улице находятся исторические небоскрёбы Флэтайрон-билдинг, Метлайф-тауэр и построенный в 2013 году Уан-Мэдисон.

## География
Как и другие нумерованные улицы боро, 23-я улица делится Пятой авеню на западную и восточную части. Обе берут начало у Мэдисон-сквера, входящего в район Флэтайрон. От Шестой авеню и дальше Западная 23-я улица пролегает через квартал Челси. На востоке, начиная от Лексингтон-авеню, по улице проходят границы района Кипс-Бей, расположенного к северу, и Грамерси и Питер-Купер-Виллидж — к югу.

## История
Улица появилась в результате реализации генерального плана застройки Манхэттена, принятого в 1811 году. Ширина улицы была установлена равной 100 футам (около 30 метров). Также согласно плану 23-я улица наряду с 34-й улицей и Третьей и Седьмой авеню должна была выступать в качестве границы территории площадью 1 км², свободной от застройки. На ней предполагалось проводить военные сборы. Впоследствии в 1847 году на этой территории был разбит Мэдисон-сквер площадью менее 3 га.

### Инфраструктура

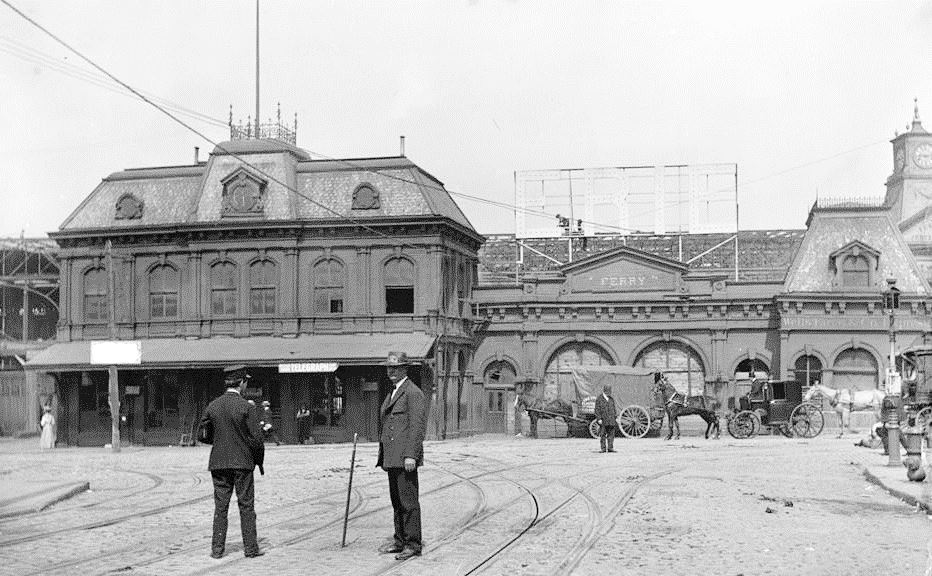
Паромный терминал, находившийся на западном окончании улицы, 1900 год

К середине XIX века улица стала частью обширной транспортной сети, соединяющей железнодорожный вокзал в районе нынешнего квартала Хадсон-Ярдс между 30-й и 32-й улицей и нижележащие улицы. Паровозам того времени было запрещено ходить ниже 30-й улицы из-за опасности взрыва парового котла, поэтому пассажиры поездов, курсирующих между Нью-Йорком и городами к северу от него, были вынуждены доезжать до вокзала и пересаживаться на конку. Остановки конки располагались в том числе на 23-й, 14-й улицах, Кристофер- и Чеймберс-стрит.
Также в 1870-х годах вдоль Шестой авеню была проложена эстакадная железная дорога, что заметно увеличило приток покупателей в местные магазины. Линии надземки со станциями на 23-й улице были проложены также вдоль Второй авеню в 1880 году, Третьей авеню в 1878 году и Девятой авеню в 1867 году. К середине XX века все они были снесены, после того как параллельно им были построены подземные линии метрополитена. Ныне на улице находятся пять станций метро.
В 1869 году на берегу Гудзона был открыт паромный терминала компании Павония Ферри. Её паромы ходили до Джерси-Сити, расположенного напротив Манхэттена. К началу XX века паромы уже сильно износились, а в 1942 году был снесён и сам терминал. Вторую жизнь побережье Западной 23-й улицы получило, когда в конце 1980-х годов энтузиаст Джон Криви (англ. John Krevey) переоборудовал старую баржу, использовавшуюся для перевозки вагонов, под плавучую пристань. Она получила название Пирс 63. На пристани был открыт ресторан, также к ней были приписаны восстановленные силами Криви плавучий маяк Frying Pan и пожарное судно John J. Harvey. Ныне оба входят в Национальный реестр исторических мест США. В 2007 году баржа была перемещена на Пирс 66 на 26-й улице.

### Историческая архитектура
1 января 1825 года в бывшем здании федерального арсенала на Блумингдейл-Роуд (ныне часть Бродвея) между 22-й и 23-й улицами открылась Нью-Йоркская тюрьма для несовершеннолетних преступников. Она была предназначена для детей возрастом до 16 лет, заключённых по решению суда под стражу на неопределённый срок до достижения 21 года для мальчиков и 18 лет для девочек. За первые 10 лет в тюремных застенках побывало 1120 детей. В 1854 году тюрьма переехала на нью-йоркский остров Рандалс в акватории пролива Ист-Ривер.
Примерно к 1860 году нью-йоркские ирландцы вытеснили из района Файв-Пойнтс проживавших там негров. Последние были вынуждены расселиться по всему Манхэттену. Так, квартал, ограниченный 23-й улицей с юга, 40-й улицей с севера и Шестой авеню с востока, стал пристанищем для полутора тысяч негров.

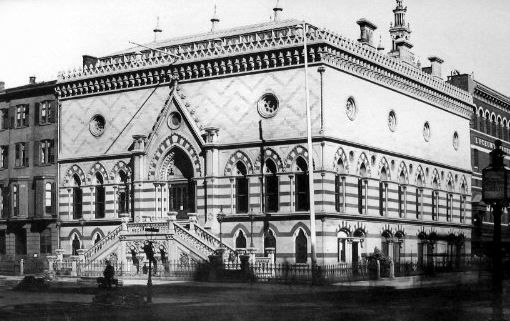
Бывшее здание Национальной академии дизайна на пересечении с Четвёртой авеню, 1894 год

Приток бедного населения, впрочем, не стал препятствием для возведения на улице фешенебельной застройки. В 1845 году на участке, ограниченном 23-й и 24-й улицами и Девятой и Десятой авеню по проекту выдающегося архитектора своего времени Александра Джексона Дэвиса был возведён четырёхэтажный жилой комплекс Лондон-Террейс. На момент постройки он стал самым большим жилым комплексом в мире. В 1930 году Лондон-Террейс был перестроен: в этом месте появились 14 зданий в 16-18 этажей, рассчитанные в совокупности на 1670 квартир.
В 1849 году на пересечении с Лексингтон-авеню по итогам городского референдума было построено готическое здание Городского колледжа Нью-Йорка. Его архитектором выступил Джеймс Ренвик младший. В 1928 году оно было снесено.
В 1857 году участок улицы на пересечении с Пятой авеню был выкуплен торговцем Эймосом Эно. В 1859 году на этом месте он возвёл люксовый отель. Размером в 6 этажей и рассчитанный на приём 800 гостей, он стал самым большим в мире. Отель служил штаб-квартирой Республиканской партии, в нём останавливались президенты Улисс Грант и Честер Артур. Визит в отель в 1860 году наследного принца уэльского Эдуарда VII значительно повысил коммерческую привлекательность прилегающего квартала. Участок между 14-й и 23-й улицами и Шестой авеню и Бродвеем вскоре окрестили Дамской милей. В 1908 году отель был снесён, и его место занял Международный центр игрушки.

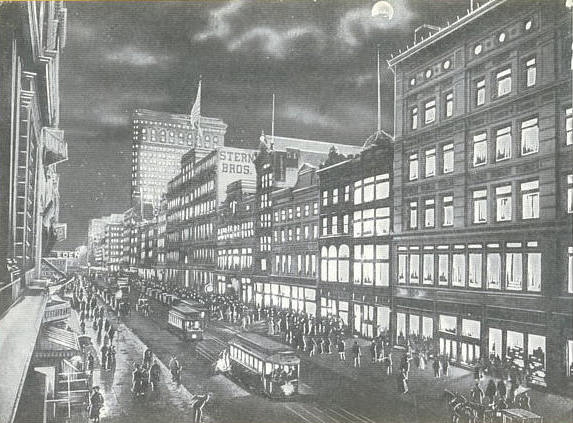
Улица на открытке 1910 года. Видно здание склада Stern Brothers и боковой фасад Флэтайрон-билдинга на заднем плане

Ещё одним заметным отелем, построенным на улице, стал Челси, появившийся в 1884 году.
В 1863 году на пересечении улицы с Четвёртой авеню появилось здание Национальной академии дизайна. Его архитектором выступил выходец из Чикаго Питер Боннетт Уайт. Здание было выполнено по подобию венецианского Дворца дожей. Оно не простояло и полувека: в начале XX века на этом месте был построен небоскрёб Метлайф-тауэр.
В 1878 году между Пятой и Шестой авеню был построен невероятный для того времени по размеру склад крупного ритейлера Stern Brothers. Реализованный по проекту архитектора Генри Фернбаха, он имел 7 этажей и был шириной в 200 футов (около 60 метров). Склад стал одним из самых больших чугунных домов Нью-Йорка.
Появление множества новых отелей и послевоенное время поспособствовали разгулу проституции. К 1876 году в районе, ограниченном 23-й и 57-й улицами и Пятой и Седьмой авеню, развелось столько борделей, что его с лёгкой руки местного капитана полиции Александра Уильямса стали называть Злачным кварталом.

### Театры
Близость улицы к Бродвею в значительной степени способствовала появлению на ней к исходу XIX века множества театров. В 1868 году на пересечении с Восьмой авеню за несколько миллионов долларов был построен театр Гранд-Опера-Хаус. В 1938 году кинокомпания RKO Pictures переформатирует его в кинотеатр, а в 1960 году он и вовсе будет снесён в рамках программы по возведению жилого комплекса Пенн-Саут. В 1869 году на пересечении с Шестой авеню открылся Театр Бута. Его дела шли не так хорошо, и уже в 1881 году он был продан за половину стоимости своей постройки, будучи впоследствии переоборудованным под склад. В 1888 году между Седьмой и Восьмой авеню свой театр открыл импресарио Фредерик Проктор. В его постановках использовались такие новшества тех времён, как электрическое освещение и фонограф. В 1907 году театр был переоборудован под кинотеатр, а спустя ещё 30 лет погиб в пожаре. Также во второй половине XIX века в своём театре Опера-Хаус труппа Менестрели Брайанта показывала минстрел-шоу.

Исторические театры 23-й улицы
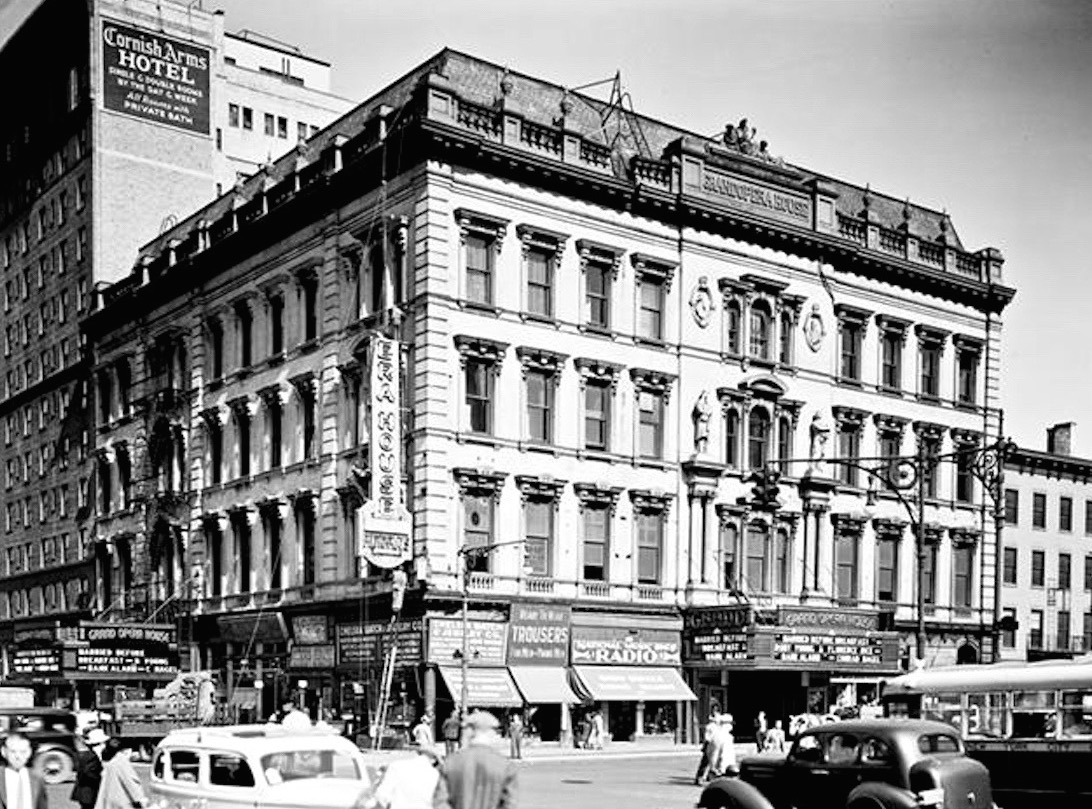
Гранд-Опера-Хаус в 1937 году
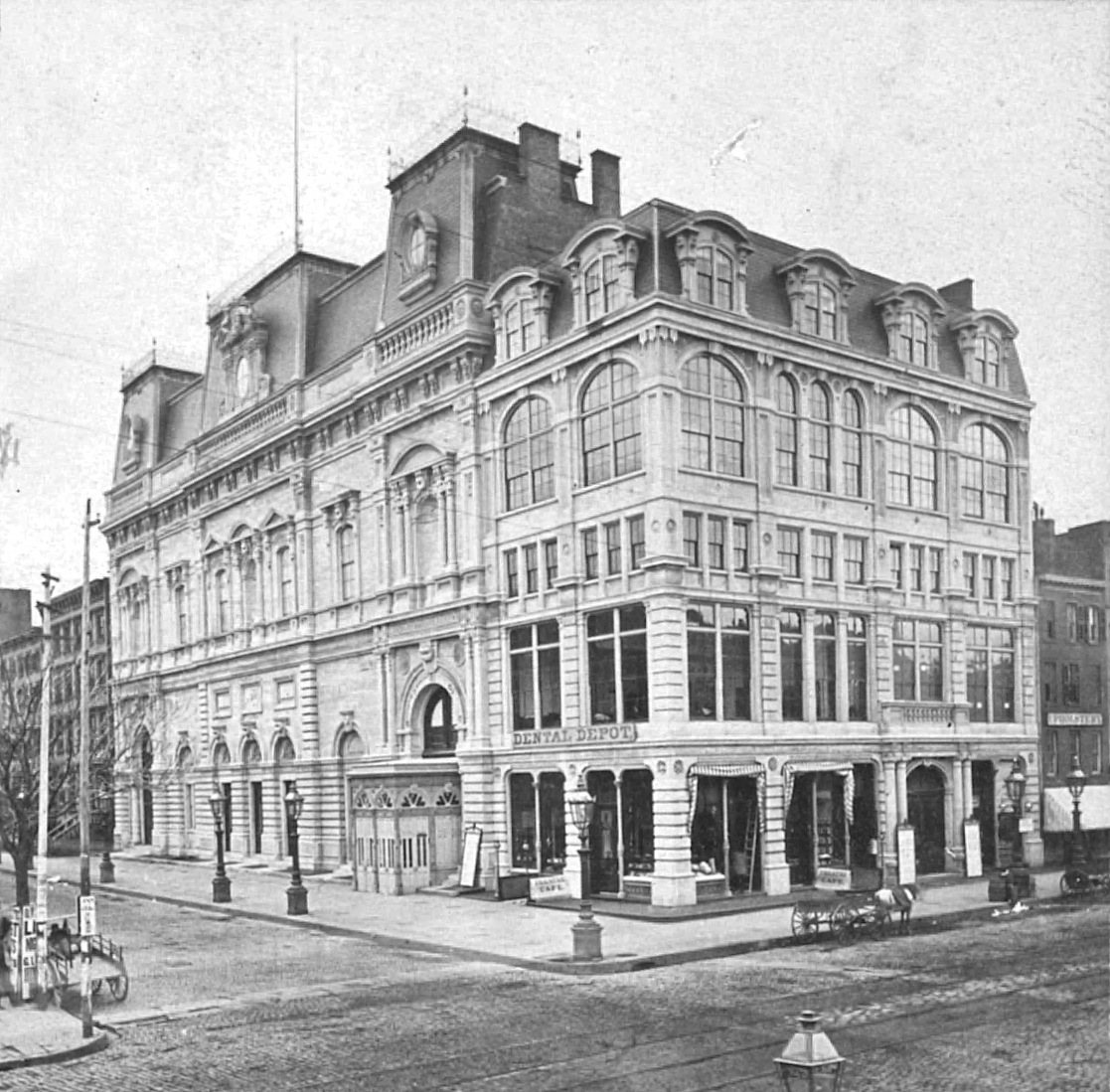
Театр Эдвина Бута
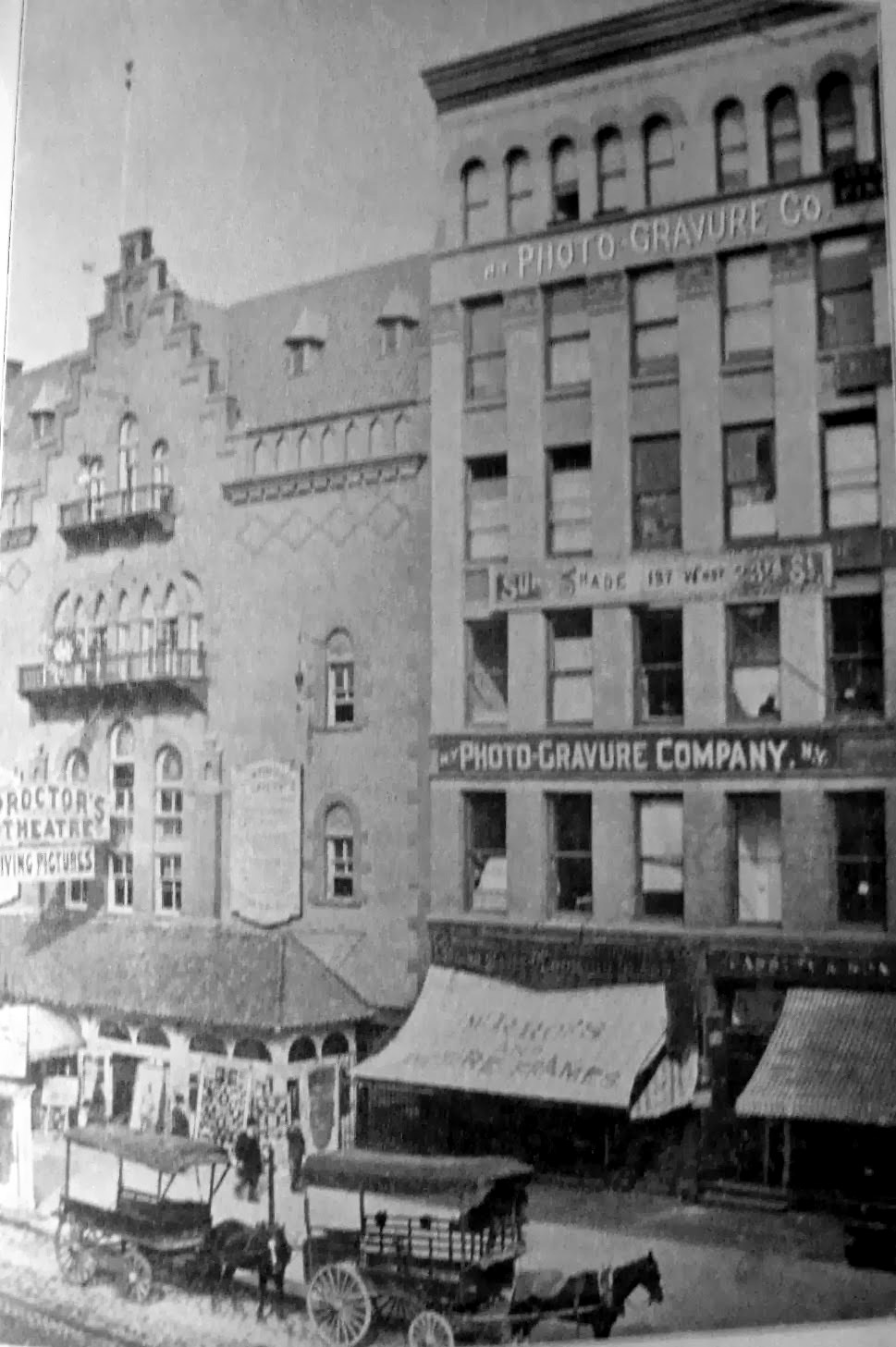
Театр Проктора в 1895 году (слева)

### Происшествия
17 октября 1966 года в подвале здания 7 на Восточной 22-й улице возник пожар. Прибывшие на место пожарные попытались добраться до очага через здание 6 по Восточной 23-й улице. В какой-то момент деревянные перекрытия последнего обрушились и погребли 12 пожарных. Происшествие оставалось крупнейшим по числу жертв среди нью-йоркских пожарных вплоть до событий 11 сентября 2001 года.
17 сентября 2016 года на Западной 23-й улице недалеко от пересечения с Шестой авеню произошёл взрыв, в результате которого было ранено 29 человек. По подозрению в совершении теракта был задержан 28-летний выходец из Афганистана.

## Застройка
Одной из доминант 23-й улицы является всемирно известный 22-этажный небоскрёб Флэтайрон-билдинг 1902 года постройки. Он находится на небольшом участке, образованном пересечениями 22-й и 23-й улиц и Бродвея и Пятой авеню. С Флэтайроном и 23-й улицей связана фраза «23-скиду» (дословно — «23-я, делай ноги»). Небоскрёб расположен таким образом, что около него дуют заметные ветра. По одной из версий, фраза была в обиходе у полицейских, разгонявших зевак, которые заглядывались на развевавшиеся юбки горожанок.

### Западная 23-я улица

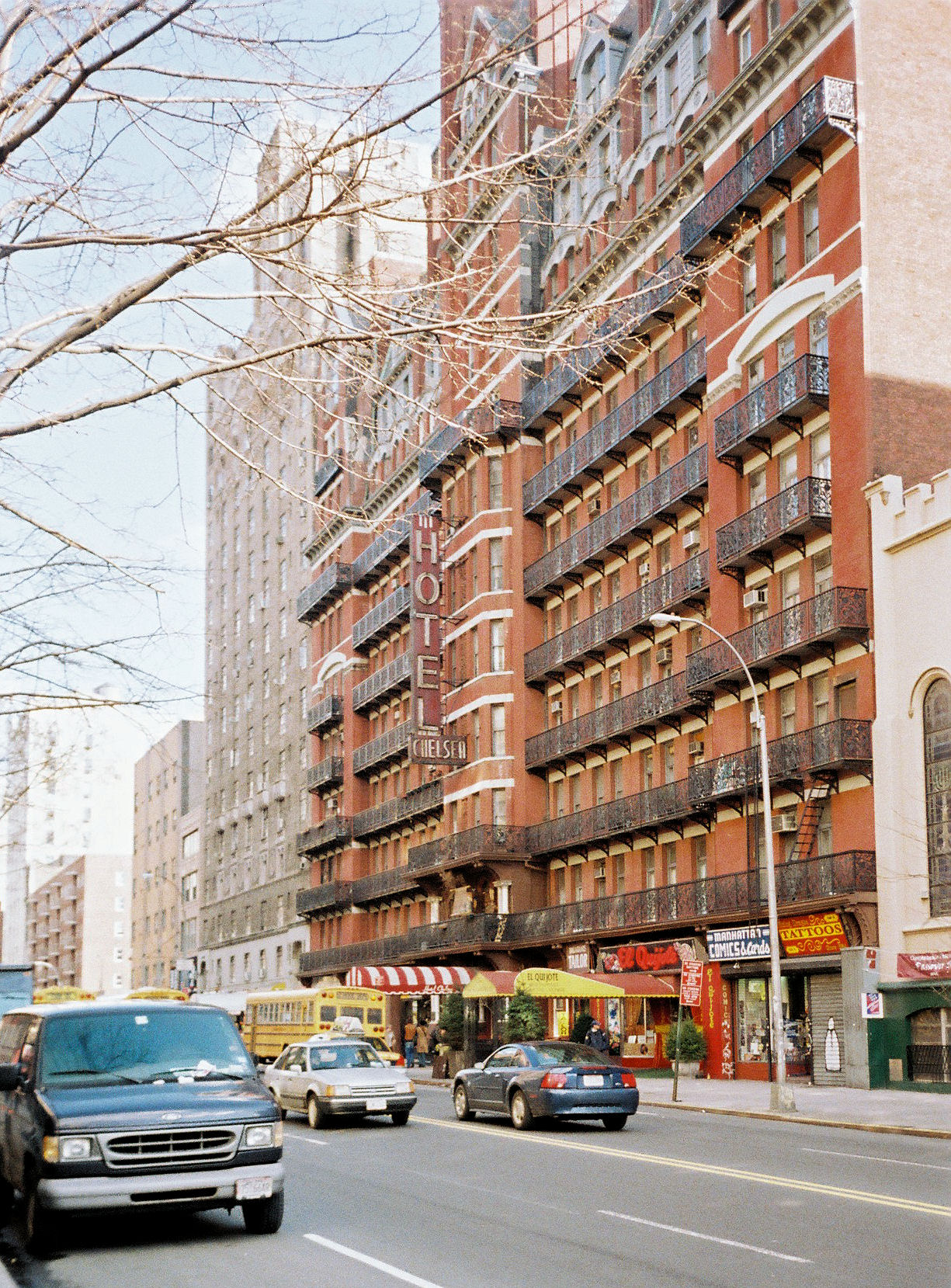
Отель Челси в 2001 году

В той части Западной 23-й улицы, которая пролегает через Челси, расположено множество картинных галерей и несколько театров. Недалеко от Десятой авеню улицу пересекает парк Хай-Лайн, разбитый на месте бывшей эстакадной железной дороги.
Примечательные здания:
- 71 — Масонский храм Манхэттена 1913 года[54].
- 123 — французская Церковь Святого Викентия де Поля[англ.] 1869 года; закрыта с 2013 года[55][56].
- 222 — отель Челси.
- 236 — синагога Эмуна Исраэль (англ. Emunath Israel) 1860-х годов[57].
- 405—475 — жилой комплекс Лондон-Террейс[англ.].
- 517 — HL23, 14-этажный жилой дом 2011 года; благодаря своей конструкции он нависает над парком Хай-Лайн[58][59].

Между Вест-Сайд-Хайвеем и западным окончанием 23-й улицы расположен Челси-Уотерсайд-парк. Его площадь составляет 1 га. В парке имеется площадка для выгула собак, игровая и баскетбольная площадки.

### Восточная 23-я улица
Одной из доминант восточной части улицы является 213-метровое здание Метлайф-тауэр 1909 года постройки на пересечении с Пятой авеню. На протяжении четырёх лет, вплоть до постройки Вулворт-билдинга в 1913 году, оно оставалось высочайшим рукотворным строением в мире. Ещё один небоскрёб на улице, 188-метровый Уан-Мэдисон, был построен в 2013 году. Медиамагнат Руперт Мёрдок выкупил в нём 4 этажа за 57 миллионов долларов.
На пересечении с Первой авеню по адресу 423 находится крупный кампус оздоровительного центра при министерстве по делам ветеранов. В нём действует программа третичной профилактики, имеются хирургическое, кардиологическое, урологическое и психиатрическое отделения, проводятся различные исследования.
Неподалёку от пересечения с Магистралью ФДР на восточном окончании улицы расположен ещё один оздоровительный центр: Общественные бани Ассера Леви. Построенные в начале XX века, бани получили название в честь одного из первых еврейских поселенцев города. В 1980 году бани были внесены в Национальный реестр исторических мест.
В 2002 году вдоль побережья Ист-Ривера между 18-й и 23-й улицами на месте бывшего цементного завода и парковки был разбит Стайвесант-Коув-парк площадью 8000 м².
Напротив восточного окончания улицы находится гидроаэропорт, откуда выполняются рейсы до других местных гидроаэропортов.

Небоскрёбы 23-й улицы
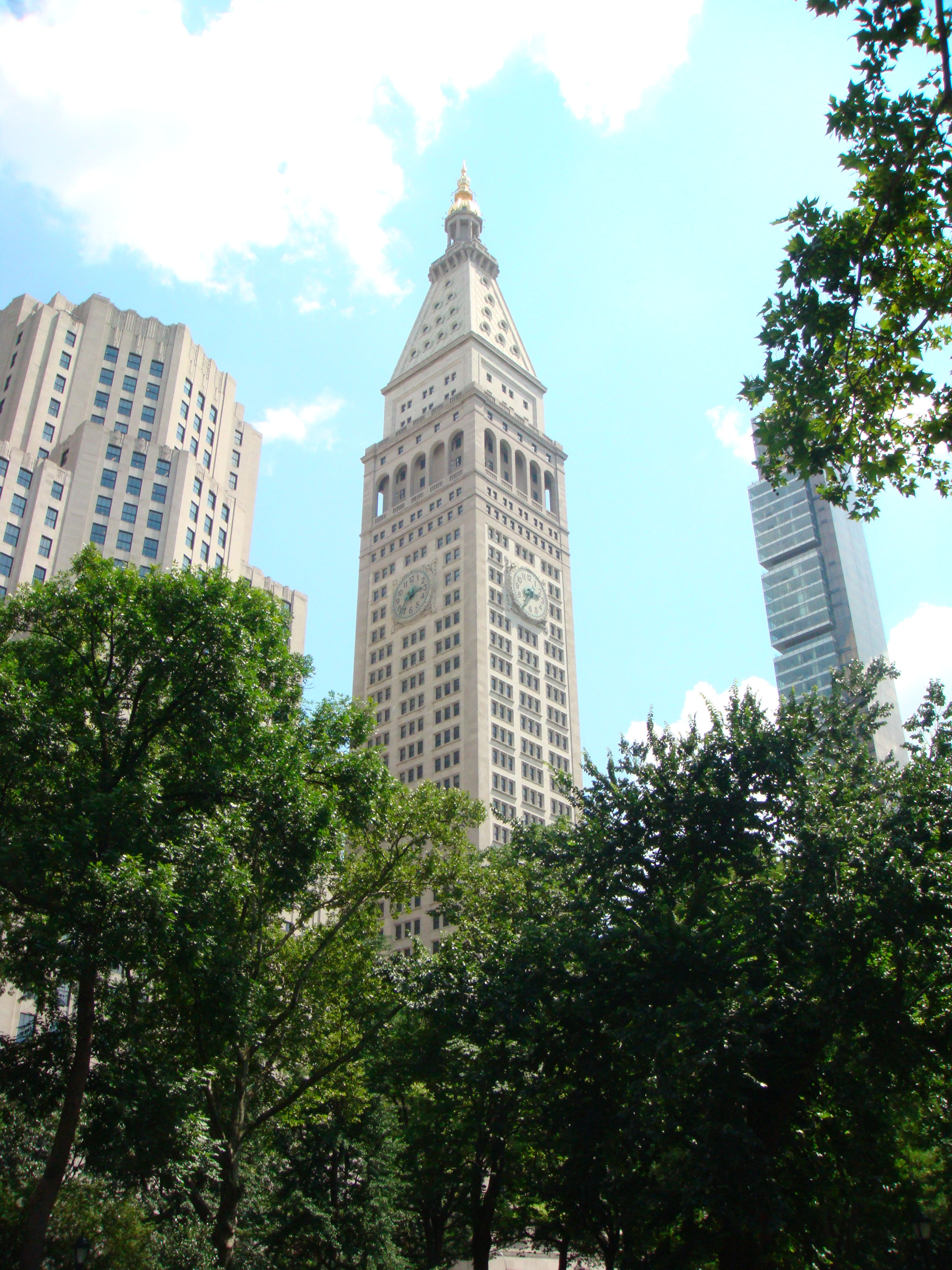
МетЛайф Тауэр
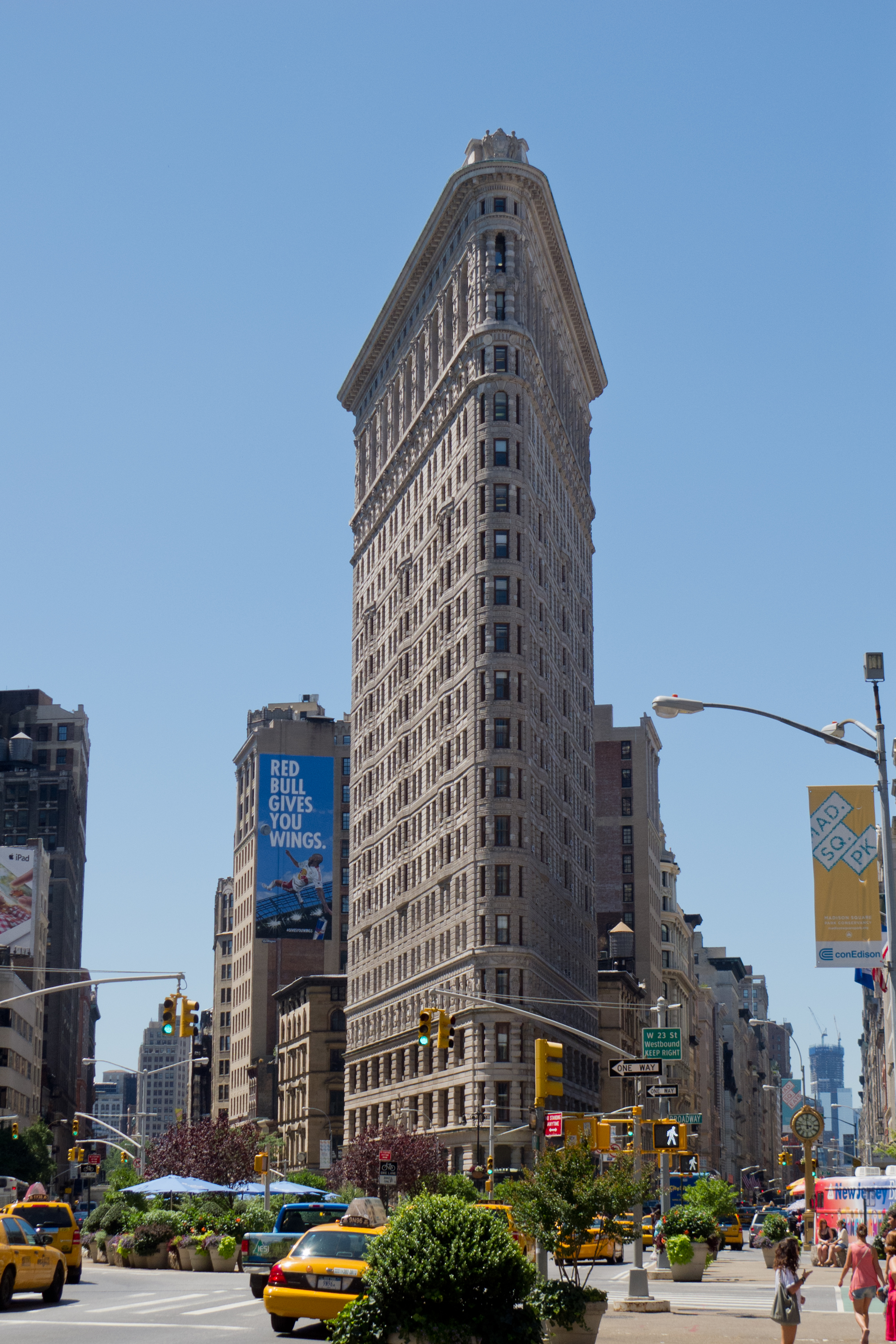
Флэтайрон-билдинг
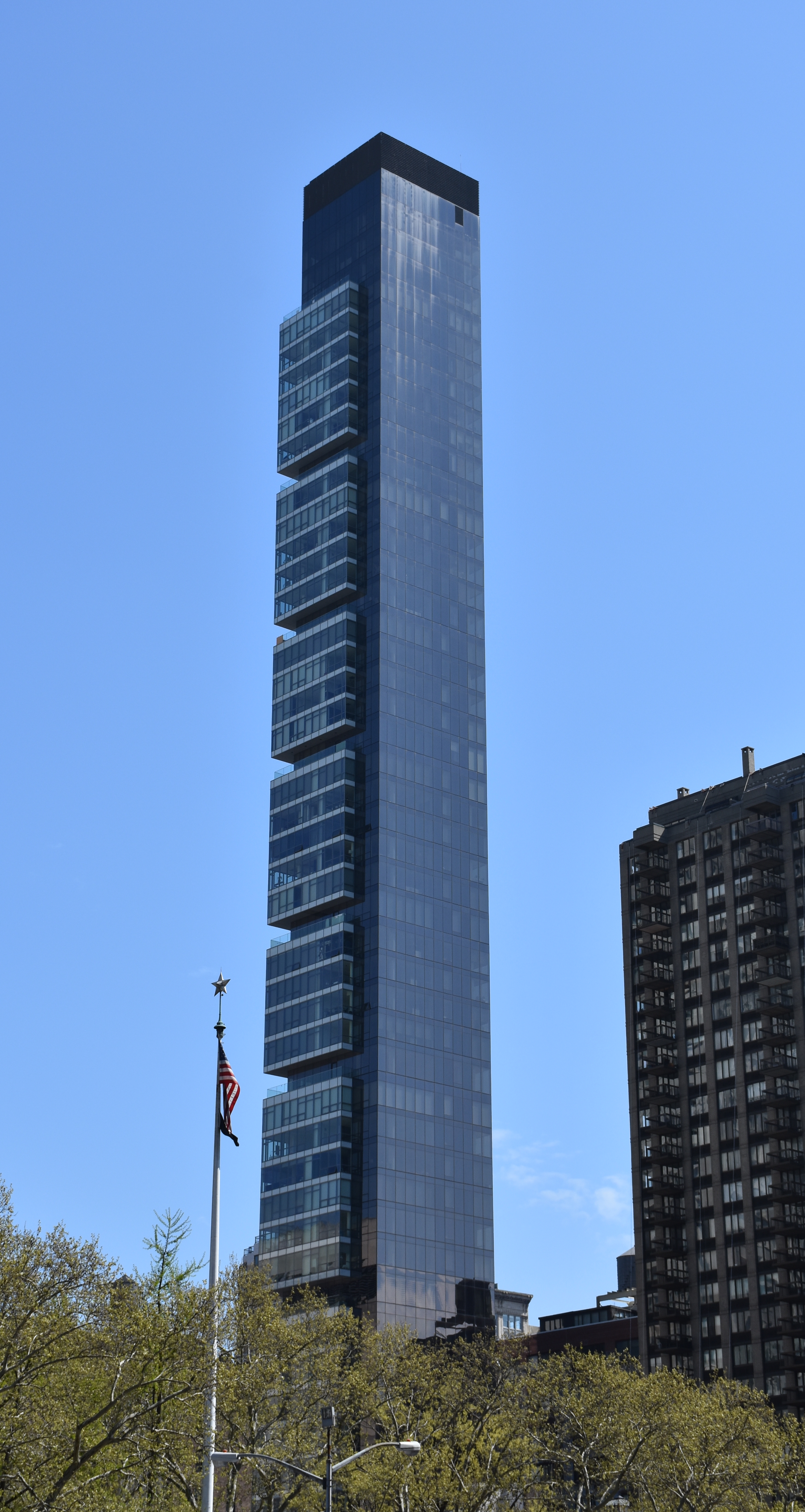
Уан-Мэдисон

## Экономика
Историческая роль улицы как одного из эпицентров городской моды отразилась на специфике местной розничной торговли: здесь и поныне находится множество магазинов одежды, в том числе комиссионных. Среди крупных торговых сетей, имеющих магазины на улице: Best Buy и The Home Depot.
Заведения общественного питания на 23-й улице большей частью ориентированы на офисных работников и предоставляют услуги кейтеринга. Среди национальных кухонь, предлагаемых уличными ресторанами, имеются тайская, итальянская, испанская и французская.
Улица проходит через престижные районы, что серьёзно влияет на стоимость расположенной на ней недвижимости. Аренда офисного помещения площадью 230 м² между Парк- и Лексингтон-авеню в марте 2017 года достигала 240 000$ в год, стоимость 93-метровой квартиры в Грамерси — 1 000 000$. В июле 2015 года пентхаус с четырьмя спальнями в многоквартирном доме продавался за 6 440 000$.

## Общественный транспорт

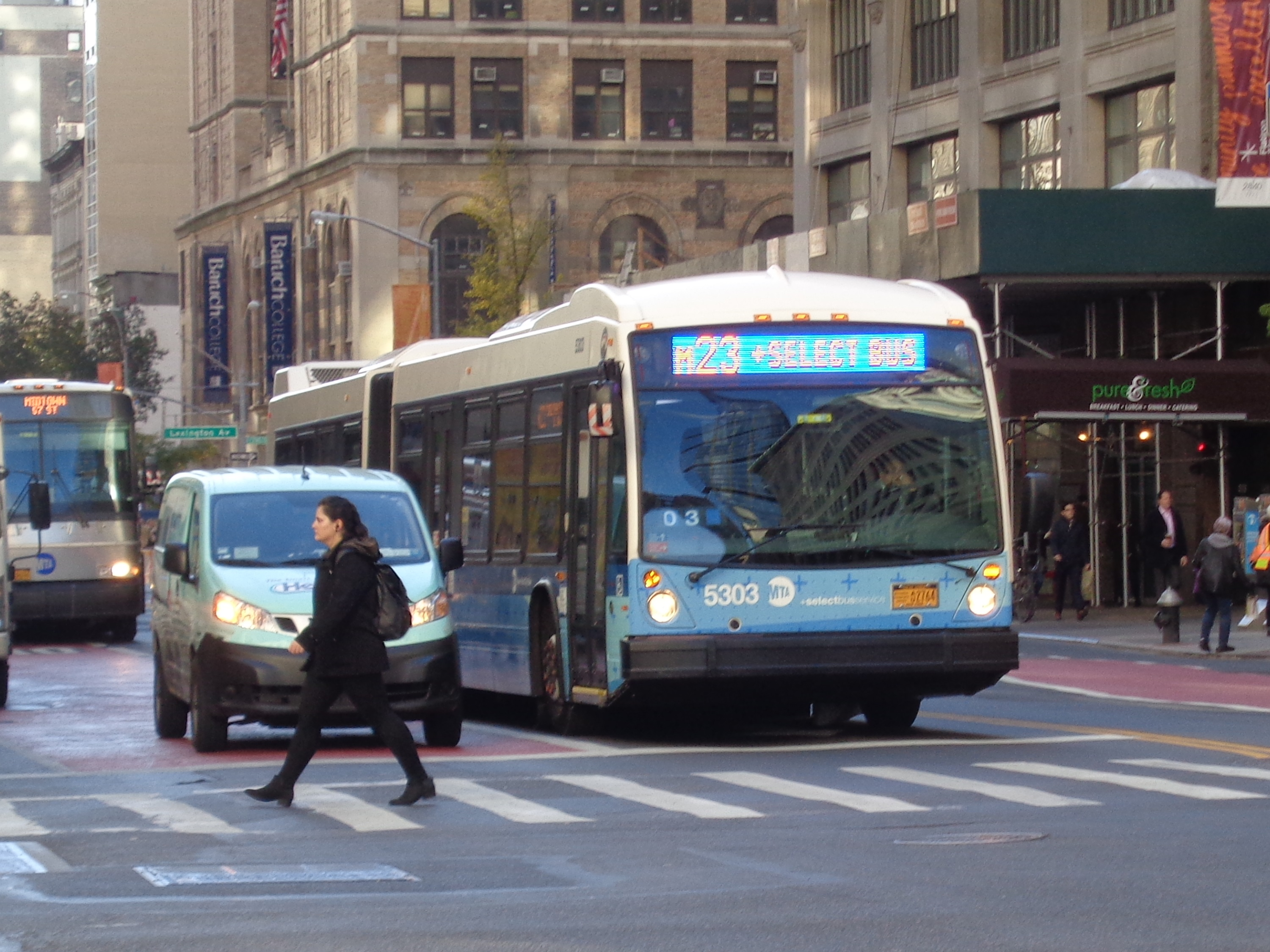
Автобус маршрута M23

На улице расположены следующие станции Нью-Йоркского метрополитена:
- 23rd Street (Линия Бродвея, BMT: ) — на пересечении с Пятой авеню и Бродвеем;
- 23rd Street (Линия Восьмой авеню, IND: ) — на пересечении с Восьмой авеню;
- 23rd Street (Линия Шестой авеню, IND: ) — на пересечении с Шестой авеню;
- 23rd Street (Линия Бродвея и Седьмой авеню, IRT: ) — на пересечении с Седьмой авеню;
- 23rd Street (Линия Лексингтон-авеню, IRT: ) — на пересечении с Парк-авеню.

На пересечении с Шестой авеню находится станция линий PATH, соединяющих Манхэттен, Джерси-Сити и Хобокен. Вдоль улицы проходит автобусный маршрут M23.